# Will Thomas
Will Thomas   (Baltimore, 1 de juliol de 1986) és un jugador de bàsquet nord-americà que mesura 2,03 m i juga en la posició d'aler pivot.

## Carrera esportiva
En el seu per l'NCAA va jugar als George Mason, sent part de l'equip que va jugar la Final Four 2005-06. En el seu últim any va ser subcampió tant per a l'elecció de Jugador de l'Any com a Jugador Defensiu de l'Any de la CAA. Després de graduar-se a la Universitat va ser triat per formar part del Washington Wizards a la lliga d'estiu, sent tallat de l'equip per signar poc després pel Belgacom Liege Basket de la lliga belga, amb qui guanya la Supercopa belga. L'any 2010 va ser traspassat al BC Oostende. A la temporada 2011-12, va signar un contracte amb BC Armia de Geòrgia, on va guanyar la Copa i la Lliga de Geòrgia, i l'any següent signa amb el Pinar Karsiyaka de la lliga turca de bàsquet.
El 26 d'agost de 2013 va signar un contracte amb l'equip de bàsquet Società Sportiva Felice Scandone de la lliga italiana. A l'estiu de 2014 va fitxar per l'Unicaja Màlaga de la Lliga ACB, amb qui queda subcampió de la Supercopa Endesa. Després de dues temporades a Màlaga, el 2016 fitxa pel València Basket. Amb l'equip valencià guanya la lliga (2017) i la Supercopa Endesa (2018), i queda subcampió de la Copa del Rei (2017) i de l'Eurocup (2017).